# 111 1
111 1 é o terceiro extended play (EP) do cantor e drag queen brasileiro Pabllo Vittar, lançado em 31 de outubro de 2019 pela Sony Music.

## Promoção

### Singles
- "Flash Pose" foi lançada como single principal em 25 de julho de 2019.[6][7][8][9]

- "Parabéns" foi lançada em 17 de outubro de 2019 como segundo single do projeto.[10][11]

- "Amor de Que" foi lançada em 4 de dezembro de 2019 como terceiro single.

## Lista de faixas
Todas as faixas foram produzidas por Brabo Music Team.
| N.º            | Título                                    | Compositor(es)                                                      | Duração |  |
| 1.             | "Parabéns" (participação de Psirico)      | Arthur Marques Maffalda Pablo Bispo Rodrigo Gorky Zebu              | 2:16    |  |
| 2.             | "Amor de Que"                             | Gorky Zebu Bispo Maffalda Marques                                   | 2:37    |  |
| 3.             | "Flash Pose" (participação de Charli XCX) | Marques Aluna Francis Charlotte Aitchison Maffalda Bispo Gorky Zebu | 2:33    |  |
| 4.             | "Ponte Perra"                             | Gorky Wynnie Nogueira Zebu Maffalda Marques                         | 2:13    |  |
| Duração total: | Duração total:                            | Duração total:                                                      | 9:38    |  |